# Karl Burkert
Karl Burkert (* 28. Januar 1884 in Schwabach; † 16. September 1979 in Veitsweiler) war ein deutscher Schriftsteller und Pädagoge.

## Leben
Karl Burkert wurde 1884 als Sohn eines Lehrers in Schwabach geboren. Er wurde von seiner Großmutter in Büchenbach aufgezogen und verbrachte einen Teil seiner Jugend in Leerstetten. Nach seiner Ausbildung zum Lehrer war er bis zu seiner Pensionierung im Jahre 1946 in diesem Beruf tätig.
Von 1930 bis 1937 war Burkert Mitglied des Pegnesischen Blumenordens.

## Werke
- Am fränkischen Grenzstein. Erzählungen. München 1926
- Am Holderstrauch. Gedichte. Franken-Verlag Sommer & Schorr, Feuchtwangen 1928
- Auf frühen Wegen. Erzählungen. Nürnberg 1964

## Auszeichnungen und Ehrungen
- 1961: Bayerischer Verdienstorden
- 1976 Bundesverdienstkreuz am Bande[3]